# Quilombo do Campo Grande
O Quilombo do Campo Grande foi uma confederação quilombola formada na então região de litígio entre São Paulo e Minas Gerais, atual Centro-oeste, Alto São Francisco, Alto Paranaíba, Triângulo e Sudoeste mineiros, como implicação direta do imposto da capitação. O tributo, experimentado a partir de 1717 pelo governador conde de Assumar, ficou em vigor até 1725, quando fui substituído pela primeira fase das Casas de Fundição. Reestudado pelo paulista Alexandre de Gusmão, foi novamente implantado no ano de 1735, por Gomes Freire de Andrade, 1.º Conde de Bobadela. 

## Núcleos
O grande vigor desta confederação liderada pelo Rei Ambrósio pode ser notado até mesmo pelo fato de ter sido maior em tamanho do que a chamada Esparta Negra (Palmares), uma vez que enquanto esta possuía 9 núcleos ou vilas, o Campo Grande chegou a incorporar 27 vilas ou núcleos, a saber:
- 1 - Quilombo do Gondum
- 2 - Quilombo dos Trombucas
  - 2.1 - Quilombo do Calunga
  - 2.2 - Quilombo do Cascalho I[2]
- 3 - Quilombo do Quebra-pé[3]
- 4 - Quilombo da Boa Vista I
- 5 - Paiol do Cascalho
- 6 - Quilombo do Cascalho II[4]
- 7 - Palanque da Povoação do Ambrósio[5]
  - 7.1 - Primeira Povoação do Ambrósio[6]
- 8 - Quilombo da Marcela
- 9 - Quilombo da Pernaíba ou Paranaíba
- 10 - Quilombo da Indaá ou Indaiá
- 11 - Quilombo do Ajudá
- 12 - Quilombo do Mammoí ou Bambuí
- 13 - Quilombo de São Gonçalo I
- 14 - Quilombo do Ambrósio[7]
- 15 - Quilombo do Fala ou Aguapé[8]
- 16 - Quilombo das Pedras
- 17 - Quilombo das Goiabeiras ou Quilombo do Desemboque[9]
- 18 - Quilombo da Boa Vista II
- 19 - Quilombo Nova Angola
- 20 - Quilombo do Cala Boca
- 21 - Quilombo do Zondum ou Zundum
- 22 - Quilombo do Pinhão
- 23 - Quilombo do Caetê[10]
- 24 - Quilombo do Chapéu
- 25 - Quilombo do Careca
- 26 - Quilombo do Marimbondo
- 27 - Quilombo do Muzambo

Estima-se uma população entre 9 e 10 mil habitantes. Diogo de Vasconcelos atribuiu à Confederação Quilombola do Campo Grande uma população de 20 mil habitantes em 1752.

## Contexto histórico
Nas nascentes Minas Gerais, ao contrário do que ocorria no engenho, havia maior mobilidade social, o que se justifica pela grande compra de alforrias possibilitada pela mineração, bem como pela grande miscigenação ocorrida nas Minas, onde os homens brancos se casaram ou se juntaram às negras. Desta feita, muitos foram os pretos (negros, crioulos, cabras e pardos) que conseguiram ascender socialmente, atingindo cargos como alferes, capitães, padres, funcionários públicos, escrivães e até juízes de vintena, juízes de pequenas comunidades.
Como a elite branca começasse a se incomodar, algumas providências foram tomadas, como por exemplo as várias tentativas de uma legislação que punisse até criminalmente qualquer branco que se casasse com pretas.
Nesse quadro, além das limitações de poder impostas aos pretos forros, a mais terrível das medidas contra sua classe foi a implantação do imposto da capitação por Gomes Freire de Andrade em 1735.
Por esse imposto, pretos forros tinham que pagar a Capitação semestral sobre suas próprias pessoas, sob pena de multa, prisão, açoite e expulsão da Capitania. Também os brancos pobres que trabalhassem com as próprias mãos, tivessem ou não escravos, tinham que pagar também por si mesmos o imposto semestral da capitação.
Com essa violenta repressão teve fomento a necessidade de fuga das vilas oficiais para os sertões, fazendo surgir comunidades afastadas, as quais, como abrigavam brancos pobres, negros forros e alguns escravos, passaram a ser chamadas de quilombos.
Mesmo após a extinção do imposto da capitação em 1750 pelo Marquês de Pombal, muitos de seus efeitos permaneceram. O Quilombo do Campo Grande foi um deles.
A Primeira Povoação do Ambrósio, capital e semente desta imensa confederação, ficava aproximadamente onde hoje está a cidade de Cristais. Foi atacada a mando de Gomes Freire de Andrade em 1746, pelo capitão Antônio João de Oliveira, quando essas tropas foram derrotadas. Documentos falsos, como a famigerada Carta da Câmara de Tamanduá à Rainha, em 1793, passaram a propagar a falsidade de que o Rei Ambrósio teria sido morto nessa Guerra.  Lembremo-nos de que, anteriormente, as famosas Cartas Chilenas já mencionavam esse afamado quilombo onde viveu (e não que morreu) o Pai Ambrósio.
Gomes Freire impôs uma espécie de segredo de Estado sobre estes fatos.
Assim, graças a  documento falso como a tal Carta da Câmara  e a outras publicações inidôneas feitas pelo Arquivo Público Mineiro, por muito tempo se pensou que o Quilombo do Ambrósio fosse somente o estabelecido nas proximidades da atual cidade de Ibiá (na verdade, atacado em 1759 por Bartolomeu Bueno do Prado).